# Coatzacoalcos
Coatzacoalcos är en stad i Mexiko, belägen i delstaten Veracruz. 239 000 invånare i centralorten (2005); 326 000 invånare med förorter (2005). Den mexikanska skådespelerskan Salma Hayek kommer från denna stad.
I januari 2018 genomfördes en landsomfattande undersökning som hade beslutats i december 2017 av den mexikanska regeringens statistikbyrå. Undersökningen visade att 93,6 procent av invånarna i Coatzacoalcos uppfattade sin stad som farlig. De ansåg att staden var den fjärde osäkraste staden i Mexiko, efter Chilpancingo de los Bravo, Fresnillo och Villahermosa.